# Johann II. (Blois)
Johann II. von Châtillon (franz.: Jean II. de Châtillon; * um 1345; † 1381 in Valenciennes) war ein Graf von Blois und Dunois, Herr von Avesnes, sowie von Schoonhoven und Gouda aus dem Haus Châtillon. Durch die Eheschließung mit Mechtild von Geldern wurde er 1372 zum Anwärter auf den Herzogtitel von Geldern.

## Leben
Er war ein Sohn des Grafen Ludwig I. von Blois († 1346) und der Jeanne d’Avesnes († 1350), Gräfin von Soissons und Herrin von Chimay, eine Tochter des Jean d’Avesnes, Herr von Beaumont, aus dem Haus Avesnes.
1356 erbte er die ausgedehnten Besitzungen seines Großvaters, Johann von Beaumont, in Holland und Zeeland. Diese formten in der Grafschaft Holland gleichsam einen Staat im Staat. Er nahm eine Vertrauensstellung am Hofe Albrechts von Bayern, des Grafen von Holland, ein, der ihn 1359/60 und 1363/64 mit der Verwaltung von Holland und Seeland beauftragte. Dort baute er seinen Hof zu Schoonhoven zu einem kulturellen Zentrum erster Güte aus. Auch nahm er 1363 und 1369 an zwei Preußenfahrten teil.
Im Jahr 1372 heiratete er Mechtild von Geldern, die Tochter Reinalds II. von Geldern und wurde dadurch in den geldrischen Erbfolgestreit verstrickt. Die Ehe blieb kinderlos. Im Jahr seiner Hochzeit folgte Johann seinem älteren Bruder Ludwig als Graf von Blois und Graf von Dunois. Nach seinem Tod im Jahr 1381 erbte sein Bruder Guido II. die Herrschaften.